# Meriola fasciata
Meriola fasciata är en spindelart som först beskrevs av Cândido Firmino de Mello-Leitão 1941. 
Meriola fasciata ingår i släktet Meriola och familjen flinkspindlar. Inga underarter finns listade i Catalogue of Life.